# Paolo Morando

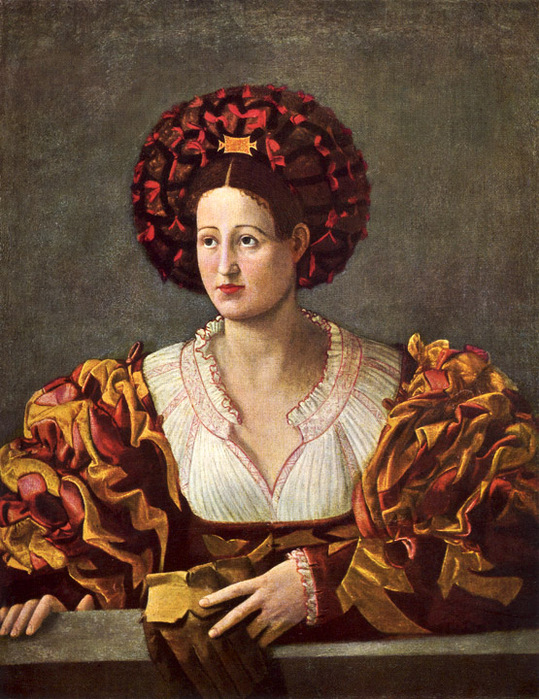
Ritratto di donna, Accademia Carrara, Bergame.

Paolo Morando, dit il Cavazzola (Vérone v. 1486-1488  – id. 1522), est un peintre italien de la haute Renaissance.

## Biographie

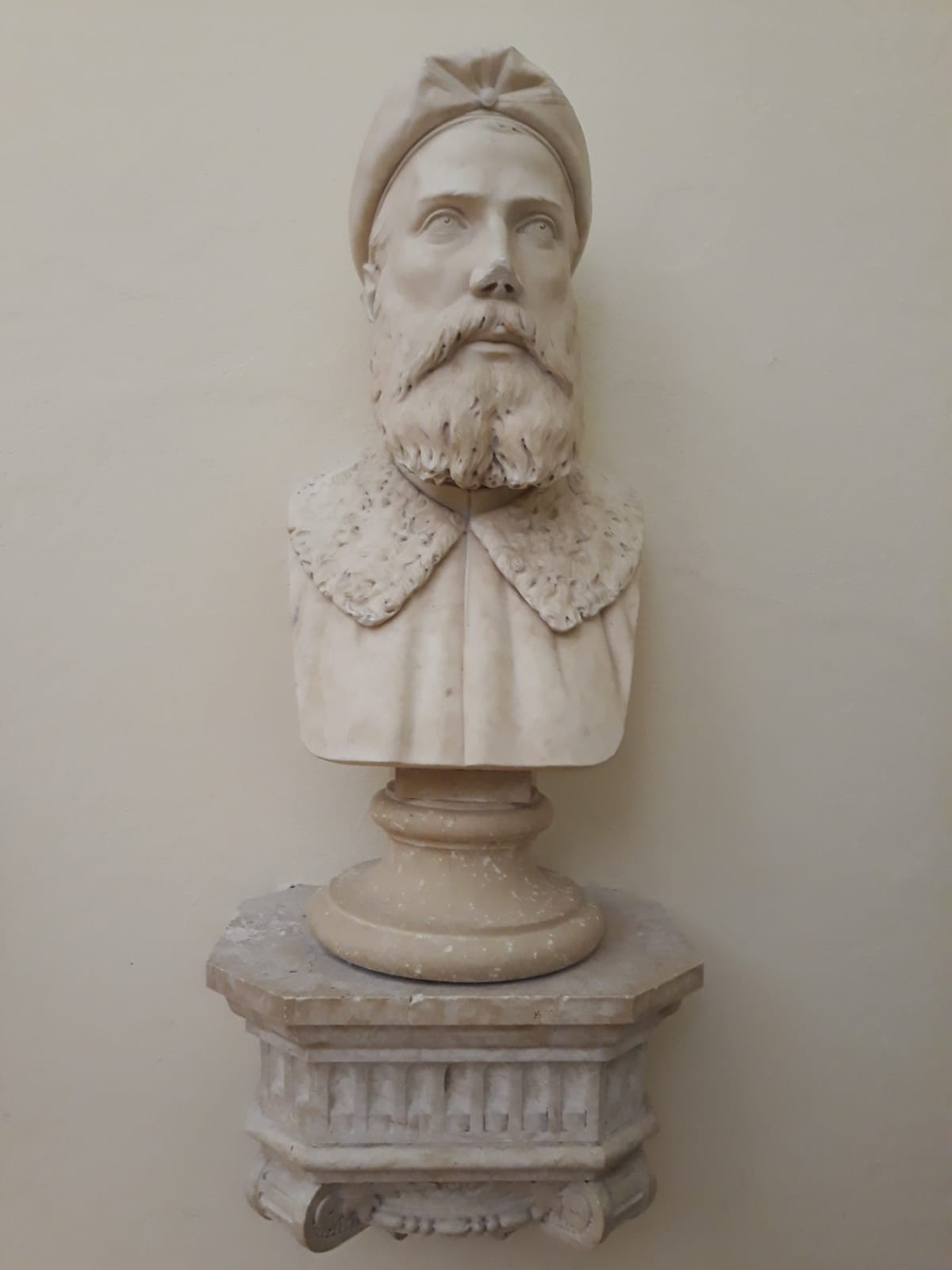
Le buste de Paolo Morando dans la Protomothèque de la Bibliothèque municipale de Vérone

Élève de Francesco Bonsignori (portraits), de Francesco Morone, Paolo Morando fut également influencé par Domenico Morone. 
Selon Vasari, sa dernière œuvre (inachevée) serait un retable pour la famille Da Scacco et destiné à San Bernardino : Vierge en gloire avec six saints et la donatrice Caterina Scacco.

## Œuvres
- Madonne che legge (1509), La Gazzada, fondation Cagnola.
- Annonciation avec saint Blaise et saint Benoît (1510-1511), fresque pour l'église S. Nazaro e Celso de Vérone.
- Série de 5 scènes de la Passion, terminée en 1517 avec la Déposition du Christ, son chef-d'œuvre conservée à Vérone, Castel Vecchio.
- Saint Roch (1518), Londres, N. G. ;
- Vierge (1518), autrefois  à Milan, collection Frizzoni
- Madone (1519),  Städel Institut,  Francfort.
- Vierge en gloire avec six saints et la donatrice Caterina Scacco, Castel Vecchio, Vérone

Son apprentissage chez Bonsignori lui fit maîtriser l'art du portrait :
- Guerriero con scudiero, Galerie des Offices
- Ritratto di donna, Académie Carrara, Bergame.
- Portrait de Giovanni Emilio de' Megli, Dresde, Allemagne.